# Латур, Пьер
Пьер Латур (фр. Pierre-Roger Latour; род. 12 октября 1993, Роман-сюр-Изер, Франция) — французский профессиональный шоссейный велогонщик, выступающий с 2015 года за команду «AG2R Citroën». Двукратный Чемпион Франции в индивидуальной гонке на время.

## Достижения
2010
- 3-й на Tour du Valromey - ГК

2011
- 1-й на Classique des Alpes (юниоры)
- 2-й на Чемпионате Франции по шоссейному велоспорту среди юниоров в групповой гонке
- 4-й на Regio-Tour - ГК
  - 1-й на этапе 1
- 5-й на Trofeo Karlsberg - ГК

2013
- 1-й на Jeux de la Francophonie
- 4-й на Piccolo Giro di Lombardia U-23
- 5-й на Tour du Doubs
- 6-й на Ronde de l'Isard - ГК
  - 1-й  - МК
- 7-й на Tour du Gévaudan Languedoc-Roussillon - ГК
  - 1-й в МК
- 8-й на Tour des Pays de Savoie - ГК

2014
- 1-й на Grand Prix de Saint-Lyé
- 1-й на Grand Prix de Cours-La-Ville
- 3-й на Tour du Jura
- 3-й на Piccolo Giro di Lombardia U-23
- 5-й на Tour des Pays de Savoie - ГК
- 6-й на Туре де л'Авенир - ГК
- 9-й на Tour de l'Ain - ГК

2015
- 3-й на Tour de l'Ain - ГК
  - 1-й  - МК
  - 1-й на этапе 4
- 3-й на Рут-дю-Сюд - ГК
  - 1-й  - МК
- 5-й на Вуэльта Бургоса - ГК
- 7-й на Туре Австрии - ГК
- 7-й на Этуаль де Бессеж - ГК
- 10-й на Tour de Picardie - ГК

2016
- 1-й на этапе 20 Вуэльта Испании
- 1-й  в МК  на Туре Романдии
- 2-й на Критериум Интернациональ - ГК
  - 1-й  - МК
- 3-й на Tour de l'Ain - ГК
- 7-й на Этуаль де Бессеж - ГК
  - 1-й  - МК
- 10-й на Джиро ди Ломбардия
- 10-й на Trofeo Laigueglia

2017
- 1-й  Чемпион Франции — Индивидуальная гонка
- 1-й  в МК на Туре Романдии
- лидер в МК на этапах 3-4 Тур де Франс
- 3-й на Tour du Finistère
- 4-й на Этуаль де Бессеж - ГК
- 5-й на Classic Sud-Ardèche
- 6-й на Chrono des Nations
- 9-й на Милан — Турин

2018
- 1-й  Чемпион Франции — Индивидуальная гонка[2]
- 1-й  в МК на Тур де Франс[3]
- 3-й на Вуэльта Каталонии - ГК
  - 1-й   - МК
- 4-й Чемпион Франции — Групповая гонка
- 7-й на Критериум Дофине - ГК
  - 1-й  - МК
- 8-й на Тур Романдии - ГК
- 8-й на Classic Sud-Ardèche

| ГК | Генеральная классификация |
| МК | Молодёжная классификация  |

## Статистика

### Чемпионаты
| Соревнование      | Соревнование    | 2015 | 2016 | 2017 | 2018 |
| ----------------- | --------------- | ---- | ---- | ---- | ---- |
| Олимпийские игры  | Групповая гонка | нет  | —    | нет  | нет  |
| Чемпионаты мира   | Индивидуальная  | —    | —    | —    | —    |
| Чемпионаты мира   | Групповая гонка | —    | —    | —    | —    |
| Чемпионат Франции | Индивидуальная  | —    | 10   | 1    | 1    |
| Чемпионат Франции | Групповая гонка | НФ   | 53   | 65   | 4    |

### Гранд-туры
| Гонка           | 2016 | 2017 | 2018 |
| --------------- | ---- | ---- | ---- |
| Джиро д'Италия  | —    | —    | —    |
| Тур де Франс    | —    | 29   | 13   |
| Вуэльта Испании | 28   | —    | —    |

### Многодневки
| Многодневки         |      |      |      |      |
| Гонка               | 2015 | 2016 | 2017 | 2018 |
| Париж — Ницца       | —    | 76   | 49   | —    |
| Тиррено — Адриатико | —    | —    | —    | —    |
| Вуэльта Каталонии   | 96   | —    | 32   | 3    |
| Тур Страны Басков   | —    | 14   | —    | НФ   |
| Тур Романдии        | —    | 12   | 14   | 8    |
| Критериум Дофине    | —    | —    | 15   | 7    |
| Тур Швейцарии       | —    | НФ   | —    | —    |

| —  | Не участвовал  |
| НФ | Не финишировал |